# Roine (namn)
Roine är ett finskt förnamn, som skapats i en dikt av Zacharias Topelius efter sjön med samma namn. Det har huvudsakligen använts som mansnamn men även som kvinnonamn. Namnet var som populärast i Sverige under 1950- och 60-talen. 31 december 2009 fanns det 1571 män och 6 kvinnor med förnamnet Roine, varav 862 män och 2 kvinnor med det som tilltalsnamn.

## Personer med namnet Roine
- Roine Carlsson, politiker (s)
- Roine Johansson, professor i sociologi
- Roine Magnusson, fotograf
- Roine Stolt, gitarrist
- Roine Söderlundh, dansare och koreograf
- Roine Eklund, världsmästare i armbrytning
- Roine Viklund, teknikhistoriker